# Йемен на летних Олимпийских играх 1992
Йемен принимал участие в Летних Олимпийских играх 1992 года в Барселоне (Испания) в первый раз за свою историю как единое государство, но не завоевал ни одной медали. Страну представляли 5 дзюдоистов и 3 легкоатлета.

## Лёгкая атлетика
Спортсменов — 3
Мужчины
| Спортсмен         | Вид     | Забег     | Забег | Полуфинал | Полуфинал | Финал     | Финал     |
| Спортсмен         | Вид     | Результат | Место | Результат | Место     | Результат | Место     |
| ----------------- | ------- | --------- | ----- | --------- | --------- | --------- | --------- |
| Анвар Мохамед     | 800 м   | 1.52,71   | 7     | Не прошёл | Не прошёл | Не прошёл | Не прошёл |
| Авад Салах Нассер | 1500 м  | 3.51,89   | 11    | Не прошёл | Не прошёл | Не прошёл | Не прошёл |
| Халид Аль-Эсташи  | 10000 м | 30.49,58  | 26    | Не прошёл | Не прошёл | Не прошёл | Не прошёл |

## Дзюдо
Спортсменов — 5
Мужчины
| Спортсмен          | Категория | 1/32                  | 1/16                                | 1/8                  | 1/4                  | 1/2                  | 1-й доп. раунд       | Утешит. четвертьфинал | Утешит. полуфинал    | За 3 место           | Финал                |
| Спортсмен          | Категория | Соперник Результат    | Соперник Результат                  | Соперник Результат   | Соперник Результат   | Соперник Результат   | Соперник Результат   | Соперник Результат    | Соперник Результат   | Соперник Результат   | Соперник Результат   |
| ------------------ | --------- | --------------------- | ----------------------------------- | -------------------- | -------------------- | -------------------- | -------------------- | --------------------- | -------------------- | -------------------- | -------------------- |
| Салах Аль-Хумайди  | До 60 кг  | -                     | Филипп Прайдамоль пор иппон         | Закончил выступление | Закончил выступление | Закончил выступление | Закончил выступление | Закончил выступление  | Закончил выступление | Закончил выступление | Закончил выступление |
| Махмуд Аль-Сорайи  | До 65 кг  | -                     | Сандип Биала пор иппон              | Закончил выступление | Закончил выступление | Закончил выступление | Закончил выступление | Закончил выступление  | Закончил выступление | Закончил выступление | Закончил выступление |
| Мохамед Аль-Джалаи | До 71 кг  | Хуан Варгас пор иппон | Закончил выступление                | Закончил выступление | Закончил выступление | Закончил выступление | Закончил выступление | Закончил выступление  | Закончил выступление | Закончил выступление | Закончил выступление |
| Ахмед Аль-Шиех     | До 78 кг  | -                     | Даваасамбууджюн Дорджубат пор иппон | Закончил выступление | Закончил выступление | Закончил выступление | Закончил выступление | Закончил выступление  | Закончил выступление | Закончил выступление | Закончил выступление |
| Яхья Муфаррих      | До 86 кг  | -                     | Никола Филипов пор иппон            | Закончил выступление | Закончил выступление | Закончил выступление | Закончил выступление | Закончил выступление  | Закончил выступление | Закончил выступление | Закончил выступление |